# 街旁网
街旁网是中国一家基于LBS的社交服务提供商。2010年5月上线，上线后1年时间就有120万用户。街旁网主要提供签到、获取商户优惠、同步社交平台等功能。2015年1月停止运营。